# Zeta Corse
Zeta Corse é uma equipe russa de automobilismo, que atualmente opera na Fórmula Renault 3.5 Series.